# 煙腹亞口魚
煙腹亞口魚（學名：Catostomus fumeiventris）為輻鰭魚綱鯉形目亞口魚科的其中一種，為溫帶淡水魚，分布於北美洲美國加利福尼亞州歐恩河，並引入六月湖與聖塔克萊拉河流域，體呈圓柱形，口下位成吸盤狀，體色為黃褐色並散布深褐色不規則斑塊，體長可達50公分，棲息在泥底質小溪或岩石底質的水塘或溪流，夜行性，以水生昆蟲、藻類、有機碎屑為食，繁殖期在5月到7月初。 